# Pena de muerte en la Edad Antigua
El uso de la pena de muerte se remonta a los principios mismos de la historia. Muchos registros históricos, así como prácticas tribales primitivas, indican que la pena de muerte ha sido parte de los sistemas penales desde el principio de la existencia de los mismos.

## Las sociedades tribales
La pena de muerte tiene su origen natural en los actos de venganza de las tribus o familias ante las ofensas recibidas por el clan[cita requerida]; sólo la posibilidad de duras venganzas, ante la ausencia de un aparato estatal capaz de prevenir o castigar y la inexistencia de cárceles, servía para prevenir las ofensas. Las ofensas entre miembros del mismo grupo más raramente eran castigadas con la pena capital, que debilitaba al grupo. Ante una ofensa recibida de otro grupo, el grupo que se entendía ofendido emprendía una venganza de sangre, matando a algún miembro cualquiera de la tribu autora de la ofensa, a la que se entendía colectivamente responsable. Este sistema producía espirales de violencia, duplicaba el daño social del delito, y era manifiestamente injusto.
Con la progresiva creación de tribus y reinos y la creación de sociedades más complejas (con diversas clases sociales, desde la realeza a los esclavos) el sistema debió sofisticarse algo, y se fue limitando el derecho a la venganza, ya fuera imponiendo la ley del talión (que, aunque primitiva, limitaba la gravedad de la venganza a la cuantía de la ofensa recibida) ya con la fijación obligatoria por la autoridad (frecuentemente religiosa) de indemnizaciones (compensaciones materiales en ganado, dinero o esclavos, intercambio de novias o novios), castigos corporales, la sumisión a esclavitud o el exilio como penas alternativas a la capital y más conformes con la gravedad de la ofensa. La persona ofrecida para sufrir la pena no era aún necesariamente el perpetrador original del crimen, ya que el sistema se basaba en las tribus, no en los individuos. Las disputas de sangre podían ser resueltas también durante reuniones periódicas, como el holmgang en los Things vikingos. A pesar de su origen primitivo, los sistemas basados en disputas de sangre han sobrevivido de forma paralela a otros sistemas legales más modernos en varios países con sociedades aún fuertemente tribales. Un vestigio de las disputas de sangre es el duelo.

### Las ciudades estado sumerias
El Código sumerio Ur-Nammu (aprox. 2100 a. C.), previó la pena de muerte para el homicidio y el adulterio; el de Hammurabi (aprox. 1700 a. C.) lo amplió para otros delitos, y  generalizó la Ley del talión para las penas corporales, limitando el castigo a los culpables, y excluyendo a sus familias.

### Antiguo Israel
En la Torá (Ley judía) o Pentateuco (el conjunto de los cinco primeros libros del Antiguo Testamento cristiano) se preveían 35 delitos capitales, en la mitad de ellos se prescribe cierta forma de ejecución:
1. Adulterio con casada (estrangulación u hoguera, si la casada era hija de sacerdote); tener relaciones sexuales con una doncella prometida,  lapidación.
2. Zoofilia u homosexualidad masculina, castigadas con  lapidación.
3. Incesto: con la madre, con la esposa del padre o con la nuera, lapidación; con la hija, con la hija de la hija, con la hija del hijo, con la hija de la esposa, con la hija de la hija de la esposa, con la hija del hijo de la esposa, con la suegra, con la madre de la suegra, con la madre del suegro, hoguera.
4. Profanación de los sábados, se sufría de lapidación (Torah (Num 15:31-35) y la Misná (4)).
5. Blasfemia, castigada con lapidación, Levítico 24:10-16 y Misná.
6. Idolatría, por sacrificio del hijo a Moloc, idolatría en general, invitar a los demás o a la comunidad a la idolatría (lapidación); por conversión de comunidad a la idolatría (decapitación); por falsa profecía o profetizar en nombre de otros dioses, la pena era de estrangulación.
7. Para magos, pitonisos, necromantes o brujos,  lapidación.
8. Maldecir y desobedecer a los padres, lapidación; herir a los padres, estrangulación.
9. Secuestro para vender al secuestrado, estrangulación.
10. Asesinato, decapitación.

Algunos creen que, pese a ello, las ejecuciones en realidad no eran frecuentes.6. Las modalidades de la pena capital según la Ley Mosaica eran muerte por la espada (Éxodo 21), estrangulamiento, fuego (Lev. 20), y lapidación (Deut. 21). Decisiones talmúdicas exigían al menos dos testigos oculares e independientes del delito. 40 años antes de la destrucción del Templo de Jerusalén» (año 30), el Sanedrín prohibió en la práctica el uso de la pena capital, convirtiéndola en un límite superior hipotético a la severidad del castigo.22

### Reinos de Asia Menor en la antigüedad
En los reinos e imperios de la antigüedad, la tortura, y pena de muerte, y la sumisión a esclavitud, y las ejecuciones públicas eran frecuentes, ante la imposibilidad práctica de las penas de prisión.
El rey persa Darío I entre los siglo VI y V a. C., mató por empalamiento a aproximadamente 3000 habitantes de Babilonia. La crucifixión  fue una invención persa, y la usaban escitas, celtas, griegos, y cartagineses de quienes la copiaron los romanos.

### La antigua Grecia
En la Antigua Grecia, el sistema legal ateniense (descrito por Dracón hacia el 621 a. C.); aplicaba la pena de muerte como castigo por una lista bastante extensa de delitos (de ahí el uso moderno de «draconiano» para referirse a un conjunto de medidas especialmente duro), y distinguía entre ciudadanos, forasteros y esclavos. El suicidio forzado era una forma habitual de ejecución en la antigua Grecia. Como medida de respeto, se reservaba normalmente para aristócratas sentenciados a muerte: las víctimas podrían beber algún veneno, como la cicuta o arrojarse sobre su espada. El caso más famoso es el de Sócrates, que bebió la cicuta tras ser condenado por corrupción de la juventud de Atenas. Como sucedería posteriormente también en Roma, existían tipos de ejecución  típicamente femeninos (ahorcamiento, estrangulamiento, vivisepultura) y la ejecución  por precipitación al vacío era frecuente (la roca Nauplia en Delfos, el abismo Kaidadas en Esparta, el monte Tipeo en Elis, el Barathron en Atenas); y la lapidación popular estaba consentida por el sistema judicial. En Grecia se originó la costumbre de que el condenado a muerte eligiera su última comida, costumbre que se sigue aún en los EE. UU.

### La República y el Imperio Romano
En Roma el primer delito castigado con la pena de muerte fue el de "perduellio", o traición a la patria; más adelante, en las XII Tablas, se reglamentó también para otros delitos y era esta, la pena imperante; se imponía por el delito de homicidio, pero también por los delitos que actualmente conocemos como patrimoniales, delitos sexuales, delitos contra la salud (como lo era la embriaguez consuetudinaria) delitos del orden político, o por delitos militares. Durante la vigencia de las XII Tablas, la autoridad podía dejar la aplicación del Talión al ofendido o a sus parientes, sin embargo existían también funcionarios encargados de la ejecución. Las penas, crueles en la edad republicana, se hicieron menos crueles en los primeros siglos del Imperio, para convertirse de nuevo en muy severas en la tardía antigüedad y especialmente crueles con el advenimiento de los emperadores cristianos. En época republicana,  la sentencia de muerte solía ser ejecutada públicamente inmediatamente después de ser pronunciada,y cualquier tipo de pena capital iba precedida (salvo para las mujeres) de la flagelación; pero desde los primeros siglos del Imperio se impuso un intervalo de tiempo de reclusión, que podía dilatarse incluso un año, para agravar el sufrimiento de la propia condena a muerte.
El modo de causación de la muerte dependía del delito cometido y de la clase social o sexo del condenado (ciudadano, mujer, esclavo, extranjero, soldado, sacerdotisa...), pero eran habitualmente crudelísimas: lanzamiento a un precipicio (la Roca Tarpeya, pena para los traidores), emparedamiento vivo, crucifixión (la pena más humillante y dolorosa, no aplicable a los ciudadanos, se aplicaba fundamentalmente a los esclavos, enemigos públicos y extranjeros), ahorcamiento, descuartizamiento, ser devorado por fieras, estrangulamiento, arrastramiento, asfixia por humo, lucha contra gladiadores, luchas forzadas entre parientes, ser quemado vivo (pena para los incendiarios).El "culleum" (pena para el parricidio) consistía en lanzar al condenado al mar o a un río, cubierta la cabeza con un gorro de piel de lobo y calzado los pies con zapatos hechos de madera, metido en un saco con una víbora, mona, gallo o un perro (símbolos de los vicios que se estimaba habían impulsado al autor del delito). La decapitación, un sistema algo más rápido y compasivo, era utilizada generalmente con los soldados y los ciudadanos romanos. Tras la decapitación, la cabeza se podía exponer públicamente para general escarnio o ser ofrecida en venta. Eran habituales igualmente ultrajes a los cadáveres de los ajusticiados. La crucifixión fue utilizada por los romanos hasta el año 337 d C, después de que la religión cristiana fue legalizada en el imperio romano en el 313 d C., pero antes de que se convirtiera en la religión oficial del imperio.
El jurisconsulto Paulo, en su resumen de Derecho Criminal Romano, escrito al parecer en tiempos del emperador Alejandro Severo (222-235) expuso los delitos a los que según el derecho vigente en Roma, se les podía aplicar la pena capital:
- Pena de muerte en formas "agravadas" (crucifixión, hoguera, suplicio en espectáculos populares): Incendio en la ciudad, con ocasión de motín o tumulto; robo de templos con armas y de noche; pasarse al enemigo, uso de filtro amoroso con resultado mortal, magia de la peor especie; parricidio. Para las personas "de clase inferior" se debía aplicar además en todo caso la pena capital agravada además en los casos de sublevación popular, homicidio, magia de especie inferior, y delitos de lesa majestad, y la pena capital agravada o alternativamente trabajos forzados en las minas, en los delitos de violación de sepulturas, falsificación de moneda y otras falsificaciones, robo de hombres. Si el autor del delito era un esclavo, se aplicaría la pena capital agravada en todo caso también  por interrogación al oráculo sobre cosas relativas al señor, y auxilio prestado para violar mujeres o muchachos.

- Pena de muerte "simple" se aplicaría a todos, cualquiera que fuera su clase social, por los siguientes: violación de domicilio con armas y violencia, violación de mujeres y de muchachos, incendio dentro de la ciudad, magia con respecto al emperador, circuncisión, pena del médico. Además, a las personas de clase superior que cometieran homicidio, magia de especie inferior, o delitos de lesa majestad. también para las personas de clase inferior que cometieran los delitos de fundación de sectas, circuncisión de los no judíos, castración contra la voluntad del castrado, posesión de libros mágicos, homicidio culposo por el médico, falso testimonio, uso indebido de signos indicadores de clase social superior, coacción grave, hurto grave de animales (en este caso sustituible por trabajos en minas), simulación de influencia con las autoridades (pena sustituible por destierro), y falsificación cometida por esclavo.